# Medalles del Cercle d'Escriptors Cinematogràfics de 1961
La cerimònia de lliurament de les medalles del Cercle d'Escriptors Cinematogràfics de 1961 va tenir lloc el 6 d'abril de 1962. Va ser el dissetè lliurament d'aquestes medalles atorgades per primera vegada setze anys abans pel Cercle d'Escriptors Cinematogràfics (CEC). Els premis tenien per finalitat distingir als professionals del cinema espanyol i estranger pel seu treball durant l'any 1961. L'esdeveniment es va celebrar en el Cinema Rialto de Madrid. Abans del lliurament de medalles es va projectar el noticiari de NO-DO i el curtmetratge Pasajes, tres; després del repartiment de premis es va projectar el film Léon Morin, prêtre, dirigit per Jean-Pierre Melville.
Es van lliurar els mateixos dinou guardons de l'edició anterior més una nova Medalla a la millor pel·lícula hispanoamericana i un premi especial d'interpretació, a més d'un esment especial. Les medalles van estar molt repartides, si bé va destacar la pel·lícula Plácido, que va rebre els premis a la millor pel·lícula i millor director, a més de la medalla al millor actor secundari per a José Luis López Vázquez pel conjunt de la seva obra d'aquest any. També va rebre tres medalles el film El hombre de la isla, millor actor principal, millor fotografia i Premi Jimeno per al seu director. En l'àmbit internacional, El séptimo sello va rebre les medalles a millor pel·lícula i millor director.

## Llista de medalles
| Categoria                          | Premiat                           | Labor premiada             |
| ---------------------------------- | --------------------------------- | -------------------------- |
| Millor pel·lícula                  | Plácido                           | pel·lícula                 |
| Millor director                    | Luis García Berlanga              | Plácido                    |
| Millor actriu principal            | Emma Penella                      | Sentencia contra una mujer |
| Millor actor principal             | Francisco Rabal                   | El hombre de la isla       |
| Millor actriu secundària           | Gracita Morales                   | Conjunt de la seva labor   |
| Millor actor secundari             | José Luis López Vázquez           | Conjunt de la seva labor   |
| Millor fotografia                  | Cecilio Paniagua                  | El hombre de la isla       |
| Millor música                      | Xavier Montsalvatge               | Siega verde                |
| Millors decorats                   | Ramiro Gómez y García de Guadiana | El coloso de Rodas         |
| Millor argument original           | Desert                            |                            |
| Millor guió                        | Jaime García-Herranz              | Fray Escoba                |
| Millor labor literària             | Fernando Méndez-Leite von Haffe   |                            |
| Millor pel·lícula estrangera       | El séptimo sello                  | [ nota 1 ]                 |
| Premi Jimeno                       | Vicente Escrivá (Director)        | El hombre de la isla       |
| Millor labor periodística          | Alberto Cambronero                |                            |
| Millor curtmetratge                | Pasajes, tres                     | (De Javier Aguirre)        |
| Millor actriu estrangera           | Shirley MacLaine                  | Can-Can                    |
| Millor actor estranger             | Paul Newman                       | Marcado por el odio        |
| Millor director estranger          | Ingmar Bergman                    | El séptimo sello           |
| Millor pel·lícula hispanoamericana | Simitrio                          | pel·lícula                 |
| Premi especial d'interpretació     | René Muñoz                        | Fray Escoba                |